# ميورييل بيك
لدت ميورييل بيك في  حزيران 1918 في إيلينغ، لندن بإنجلترا، وتوفيت في 23 أيار 1944 في رومورانتا بفرنسا، وكانت بطلة في السلطة التنفيذية للعمليات البريطانية الخاصة أبان الحرب العالمية الثانية.

## نشأتها
ميورييل تمارا بيك، هي ابنة لوالدين فرنسيين من أصول يهودية حصلا على الجنسية البريطانية، وهما لوبا باسيا وجاكيو اتسيكو بيك، وولدت في لندن.
كشف ملفها في سلطة تنفيذ العمليات الخاصة أنها عاشت مع عائلتها في الفترة 1923-1924 في فيسبادن بألمانيا، وفي العام 1926، انتقلت العائلة إلى فرنسا حيث التحقت ميورييل بمدرسة ليسي ديجون فيلي، سانت جيرمان بفرنسا، ثم ارتحلت إلى لندن في عام 1930 والتحقت بمدرسة ليسي فرانسيس في كينسينغتون، لندن، حيث حصلت على شهادة البكالوريا الفرنسية في عام 1935 واستكملت دراستها في جامعة ليل.
عملت ميورييل كسكرتيرة في الفترة 1936-1938 في لندن قبل أن تصبح مديرًا مساعدًا في جيت ثييتر في عام 1937. وعند اندلاع الحرب، تطوعت للانضمام إلى كل من الصليب الأحمر والخدمات التطوعية الملكية. انتقلت إلى توركواي في عام 1941، حيث عملت ككاتب تسجيل وطني ومراقب في منظمة الاحتياطات ضد الغارات الجوية. 

## مهمة سلطة تنفيذ العمليات الخاصة والقوة الجوية النسائية المساندة
انضمت ميورييل إلى القوة الجوية النسائية المساندة في كانون الأول 1942 لتكون كاتبًا للواجبات العامة (رقم الخدمة 2071428) وبدأت عملها في مكتب السجلات، ثم رُقّيت إلى رتبة ضابط مكتب. ولقدرتها على التحدث باللغة الفرنسية بطلاقة، جُنّدت في السلطة التنفيذية للعمليات الخاصة في عام 1943. ثم بدأت تدريبها الأولي في أيلول 1943 في وينترفولد هاوس، كرانليف في مقاطعة سرية. ومنذ ذلك الحين باشرت التدريب شبه العسكري في ميوبل، لودج، مورار، إنفيرنيس شاير حتى تشرين الأول. وخضعت لتدريب عامل لاسلكي في ثيم بارك، أوكسفوردشاير في تشرين الثاني وكانون الأول 1943. ثم اختارها الرائد فيليب دي فوميكورت لتكون مساعدته.
منح مدربو سلطة تنفيذ العمليات الخاصة ميورييل تقديرًا متوسطًا كعميل عام، لكنها حصلت على تقدير ذكاء عالٍ (ثمانية من تسعة)، ومُنحت أيضًا علامات عالية في شيفرة مورس والمهارات الميكانيكية. ووصف المدربون ميورييل في ملفها:
فتاة هادئة وبشوشة وجذابة، فطنة ومتحمسة وذكية، لكنها ليست عملية جدًا وتفتقر إلى البصيرة والإتقان. ومع ذلك، فهي رزينة ومستقلة ودؤوبة، ودافئة المشاعر تجاه الآخرين... فضلًا عن أنها فتاة واعدة وتحتاج إلى الكثير من التدريب لمساعدتها في تخطي افتقارها للخبرة وجهلها الكامل لما يتضمنه العمل حقًا وسذاجتها العامة. مزاجها ملائم للعمل كمراسلة أو مروجة محتملة.
بعد ثلاث محاولات فاشلة للسفر من مطار تيمبسفورد، هبطت ميورييل بالمظلة في فرنسا في ليلة 8/9 أبريل عام 1944 مع ثلاثة من عملاء العمليات الخاصة: الكابتن ستانيساو ماكوفسكي والكابتن سي. اس. هدسون -الذي كان مرافقها إلى حين وصول دي فوميكورت بالطائرة- والكابتن جي. دي. جونز. وعملت في دائرة التحدث البطني في سلطة تنفيذ العمليات الخاصة بوظيفة العامل اللاسلكي وفي تدريب عملاء اللاسلكي المجندين محليًا وإبلاغ مقر لندن بالتفاصيل حول المجندين الجدد لإعطائهم أسماءً وأوضاعًا مشفرة. تولت ميورييل أيضًا مهمة إنشاء صناديق البريد للتواصل في حال تعطًل أجهزة الاتصال اللاسلكي. وكان اسمها المشفر فايوليت.
أقامت ميورييل في مخبأ في سالبريس يمتلكه المقاوم الفرنسي أنتوني فينسينت. عملت في إرسال اتصالاتها اللاسلكية إلى لندن من سقيفة خلف موقف في ليموج حيث كانت تأتي شاحنات وسيارات ألمانية من أجل الصيانة. أثارت شك جندي ألماني في ذلك الموقع، لكن مع مرور الوقت، وحين عودة شرطة الغيستابو المحلية، كانت ميورييل قد انتقلت إلى موقع جديد، فغيرت من قصة التخفي خاصتها، وانتحلت شخصية مساعدة باريسية في إجازة مرضية. ولتمويه نشاطاتها خلال الليل، والمتمثلة بإرسال الرسائل إلى لندن، قالت إنها تحتاج لأخذ دواء كل بضع ساعات حتى في الليل. وانتقلت مجددًا إلى منزل بلاكسميث في فيرنو.

## وفاتها
عملت ميورييل جاهدة في إرسال الاتصالات اللاسلكية، فكانت إصابتها بالشحوب والإرهاق أمرًا متوقعًا، وانهارت في منزل بلاكسميث وغابت عن الوعي، واقتضى أمرها عناية طبية مستعجلة. أخذها دي فوميكورت إلى طبيب آمن خاص بالمقاومين، فشخّصها بالتهاب السحايا وأخبرهم بأن فرصتها الوحيدة للنجاة هي بدخول المستشفى، غير أن ذلك شكل مشكلة بسبب رقابة الألمان على إدارة المستشفيات وفحص أوراق جميع من يدخلها. تقرَّر أن تكون قصة التخفي هي أن ميورييل ودي فوميكورت (على أنه عمها) كانا لاجئين من باريس. أُدخلت ميورييل مستشفى في رومورانتا (حاليًا رومورانتا لانتيناي) أدارته راهبات، حيث أُجري لها البزل القطني، لكنها توفيت بعد ذلك بفترة قصيرة في 23 أيار 1944 عن عمر يناهز 25 عامًا.
دُفنت في رومورانتا، وزار السكان المحليون قبرها لأعوام عديدة، وأحيا سكان رومورانتا ذكرى وفاتها باعتبارها بطلة للمقاومة. ونُقل قبرها لاحقًا إلى مقبرة بورنيك وار في فرنسا مع موتى القوات البريطانية الآخرين.

## إرثها
أُشيد بذكر ميورييل بيك بعد وفاتها في التقارير العسكرية لسيرتها، وتُحيا ذكراها في نصب فالنسي التذكاري في نايتسبريدج، وأيضًا في النصب التذكاري لضحايا الحرب في ليسي فرانسيس في كينسينغتون. وتخليدًا لذكراها، وبمبادرة من مجتمع التورباي المدني وجمعية اليهود السابقين للجنود والنساء، والمُمثَّلة بالمؤرخ مارتن شوجرمان، نُقشت  لوحة تذكارية في العام 2014 بداخل المنزل الذي عاشت فيه في توركواي لعدة سنوات، واحتوت نقشًا عبريًا مميزًا من كتاب يشوع. وذُكر اسمها كذلك في النصب التذكاري لضحايا الحرب في متنزه توركواي. عُثر على صورة ملونة لميورييل ومفقودة منذ زمن طويل، وشارة عشيقها (احتفظت بها والدتها بعد وفاتها) في منزل صديقة والدتها، السيدة كريش، والتي ورثتها وفقًا لوصية السيدة بيك. توفيت السيدة كريش في لندن في عام 2013 ووُهبت الأغراض للمتحف العسكري اليهودي في كامدن. ويجدر بالذكر أن السيدة بيك أمرت بالتخلص من ميداليات ميورييل بعد وفاتها، فلم يعثر عليها بعد ذلك.